# Batalha de Kock (1939)
A Batalha de Kock foi a batalha final na invasão da Polônia no início da Segunda Guerra Mundial. Teve lugar entre 2 e 5 de outubro de 1939, perto da cidade de Kock, na Polônia.

## Contexto histórico
O exército polonês de Cracóvia, tendo sofrido pesadas perdas, não conseguiu chegar à frente do rio San e organizar ali uma linha de defesa adequada. Era o marechal Rydz-Śmigły quem estava encarregado da defesa do sul da Polônia.
O comandante do exército da região de Brest era o general Kleeberg, encarregado da linha de defesa de Pińsk em Brest.
Após as batalhas de Brest e Kobryń, o Grupo foi unido pela Brigada de Cavalaria Podlaska em uma tentativa de romper o sul para se juntar à fronteira romena. O projeto era organizar ali uma pequena sala enquanto se aguardava a intervenção da França e do Reino Unido.
Esse avanço das forças polonesas no sul foi complicado pela invasão soviética (a partir de 17 de setembro de 1939) e pela preocupação do comando em evitar um confronto direto com o Exército Vermelho.

## A Batalha de Kock
As unidades polonesas estavam localizadas nas florestas a noroeste de Kock. O comando alemão envolvido primeira em 2 de outubro, as várias unidades da 13 ª Divisão Motorizada de infantaria. Essas unidades encontraram forte resistência por dois dias, em particular as unidades de cavalaria polonesas (brigada “Pils” da divisão “Zaza”). As unidades alemãs sofreram perdas (cerca de 400 mortos e feridos) e tinham 185 homens presos.
O terceiro dia da batalha (4 de Outubro), após o fracasso da 13ª Divisão, o comando alemão contratou o 29ª Divisão. Ambas as divisões levaram dois dias para atingir seus objetivos.
As aldeias de Serokomla, Wola Gułowska, Adamów, Gułow, Wojcieszków, Helenów, Poznań, etc. viram combates ferozes e mudaram de mãos várias vezes.
Em 6 de outubro de 1939, o general Kleeberg, notando que suas forças haviam ficado sem munição e suprimentos, decidiu se render, fixada às 10h00, pondo assim fim à campanha polonesa.

Os poloneses perderam 300 mortos e feridos e tiveram 17 000 tropas capturadas durante esta batalha.